# Мартин Принс
Мартин Принс (енгл. Martin Prince) је измишљени лик из анимиране ТВ серије Симпсонови, а глас му позајмљује Руси Тејлор.